# فرودگاه آبی پانشانگر
فرودگاه آبی پانشانگر (به انگلیسی: Panshanger Aerodrome) یک فرودگاه خصوصی است که یک باند فرود چمن دارد و طول باند آن ۸۷۵ متر است. این فرودگاه در کشور انگلستان قرار دارد و در ارتفاع ۷۶ متری از سطح دریا واقع شده است.